# Deportes ecuestres en los Juegos Olímpicos de Melbourne 1956
Los deportes ecuestres en los Juegos Olímpicos de Melbourne 1956 se realizaron en el Estadio Olímpico de Estocolmo del 11 al 17 de junio de 1956.
En total se disputaron en este deporte seis pruebas diferentes en las disciplinas de doma, salto de obstáculos y concurso completo, en las categorías individual y por equipos. El programa de competiciones se mantuvo como en la edición pasada.

## Medallistas
| Evento                                         | Oro | Plata | Bronce                                                                                              |
| ---------------------------------------------- | --- | --- | --------------------------------------------------------------------------------------------------- |
| Doma individual (15 de junio)                  | Henri Saint Cyr (Juli) · Suecia · 860,0 pts.                                                                         | Lis Hartel (Jubile) · Dinamarca · 850,0 pts.                                                                                | Liselott Linsenhoff (Adular) · Equipo Alemán Unificado · 832,0 pts.                                 |
| Doma por equipos (15 de junio)                 | Henri Saint Cyr (Juli) · Gehnäll Persson (Knaust) · Gustaf Adolf Boltenstern (Krest) · Suecia · 2475,0               | Liselott Linsenhoff (Adular) · Hannelore Weygand (Perkunos) · Anneliese Küppers (Afrika) · Equipo Alemán Unificado · 2346,0 | Gottfried Trachsel (Kursus · Henri Chammartin (Wöhler) · Gustav Fischer (Vasello) · Suiza · 2346,0  |
| Salto de obstáculos individual (17 de junio)   | Hans Günter Winkler (Halla) · Equipo Alemán Unificado · 4                                                            | Raimondo D'Inzeo (Merano) · Italia · 8                                                                                      | Piero D'Inzeo (Uruguay) · Italia · 11                                                               |
| Salto de obstáculos por equipos (17 de junio)  | Hans Günter Winkler (Halla) · Fritz Thiedemann (Meteor) · Alfons Lütke-Westhues (Ala) · Equipo Alemán Unificado · 40 | Raimondo D'Inzeo (Merano) · Piero D'Inzeo (Uruguay) · Salvatore Oppes (Pagoro) · Italia · 66                                | Wilfred White (Nizefela) · Patricia Smythe (Flanagan) · Peter Robeson (Scorchin) · Reino Unido · 69 |
| Concurso completo individual (11-14 de junio)  | Petrus Kastenman (Iluster) · Suecia · -66,53                                                                         | August Lütke-Westhues (Trux von Kamax) · Equipo Alemán Unificado · -84,87                                                   | Francis Weldon (Kilbarry) · Reino Unido · -85,48                                                    |
| Concurso completo por equipos (11-14 de junio) | Francis Weldon (Kilbarry) · Arthur Rook (Wild Venture) · Albert Hill (Countryman III) · Reino Unido · -335,48        | August Lütke-Westhues (Trux von Kamax) · Otto Rothe (Sissi) · Klaus Wagner (Prinzeß) · Equipo Alemán Unificado · -475,91    | John Rumble (Cilroy) · Jim Elder (Colleen) · Brian Herbinson (Tara) · Canadá · -572,72              |

## Medallero
| Núm. | País                    | Oro | Plata | Bronce | Total |
| ---- | ----------------------- | --- | ----- | ------ | ----- |
| 1    | Suecia                  | 3   | 0     | 0      | 3     |
| 2    | Equipo Alemán Unificado | 2   | 3     | 1      | 6     |
| 3    | Reino Unido             | 1   | 0     | 2      | 3     |
| 4    | Italia                  | 0   | 2     | 1      | 3     |
| 5    | Dinamarca               | 0   | 1     | 0      | 1     |
| 6    | Canadá                  | 0   | 0     | 1      | 1     |
| 6    | Suiza                   | 0   | 0     | 1      | 1     |
|      | TOTAL                   | 6   | 6     | 6      | 18    |